# De l'esprit
De l'esprit est un essai de Claude-Adrien Helvétius paru, sans nom d'auteur, le 27 juillet 1758. Les thèses matérialistes qu'il contient sont rapidement dénoncées par les milieux conservateurs. Le privilège d'édition est révoqué en 1759.

## Contenu
Helvétius transforme l'empirisme de Locke en matérialisme sensualiste. Il prétend que « Nous sommes uniquement ce que nous font les objets qui nous environnent ». L'Être sensible prend ainsi conscience de ses besoins et recherche des moyens de les satisfaire. L'homme est le produit de son environnement et de son éducation. Helvétius défend une morale utilitariste et l'égalité naturelle de l'homme.

## Genèse
Déterminer le moment de rédaction du premier ouvrage philosophique d’Helvétius est une tâche fort complexe et malheureusement décevante puisqu’il est impossible de déterminer une datation précise. En effet, il est possible d’estimer l’écriture de l’ouvrage entre 1744 et 1757. Ces deux dates représentent respectivement la première mention de l’ouvrage au sein de la correspondance de Madame de Graffigny (marraine de madame Helvétius) et le moment de fin puisqu’Helvétius annonce à sa femme qu’il vient de montrer son manuscrit à quelques amis (Stenger, 2011, p. 16). La rédaction de l’ouvrage se serait donc déroulée sur une période de treize ans.

De plus, le statut de l’ouvrage change au cours de ces treize années. Nous prendrons quelques instants ici afin d’en présenter les états[1]. La première lettre qui annonce la rédaction de l’ouvrage est une lettre de madame de Graffigny, écrite le 13 décembre 1744, à François-Antoine Devaux. On peut y lire :
[…] Il parle, il ouvre son âme. Il me fait le résumé d’un livre qu’il va faire imprimer. Ah quel livre ! Locke n’est pas son décrotteur […](Helvétius, 1981, p. 70)
Puis, quelques mois plus tard, le 28 mars de l’année suivante, Madame de Graffigny laisse entendre au même interlocuteur que l’ouvrage d’Helvétius est presque complété :
"[…] Il [Helvétius] me parla des subdivisions de son livre avec une netteté, un ordre, et une précision si parfaite que, quand il ne serait écrit que comme il parle, il serait admirable. […] Il compte finir son livre pendant sa tournée, mais il ne peut pas le donner tant que la guerre durera par des raisons de convenances et de politique qui sont très sensées." (Helvétius, 1981, p. 75‑76)
Le statut terminé de l’œuvre se confirme au courant de l’année 1757 lorsqu’Helvétius écrit à sa femme deux lettres. La première au printemps 1757 et la seconde en septembre de la même année :
"[…] Je compte demain matin porter à Mademoiselle Dupré les premiers cahiers de mon ouvrage, et je la prierais, si elle en est contente, de les communiquer à M. de Trudaine. Je vais donc faire , en petit, le métier d’adroit et de courtisan. Je souhaite fort que mon ouvrage leur plaise et qu’ils n’y trouvent rien de trop fort […]"(Helvétius, 1984, p. 5)
"J'ai pourtant bien du chagrin de t'avoir fait pleurer, mais c'est que j'avais de l'humeur, peut-être parce que je te quittais, et que j'allais être quelques jours sans pouvoir travailler, et que je voudrais que mon ouvrage fut tout à fait fini pour être en repos".(Helvétius, 1984, p. 20)
Pour ce qui est des possibles modifications entre septembre et la première impression, seul l’ajout d’une citation tirée du Journal étranger du mois de février a été identifié (Stenger, 2011, p. 17).
À cette généalogie de l’œuvre globale s’ajoute le fait qu’il semble être possible de déterminer que le premier chapitre de la première section de l’œuvre a probablement été rédigé avant 1740. En effet, selon Duclos, un ami d’Helvétius, le philosophe de Voré « fit le premier chapitre pour lui [Mme de Villette] expliquer un passage de Locke qu’elle n’entendait pas. »(Stenger, 2011, p. 15)

## Publication
Malesherbes, directeur de la Librairie, accorde le privilège royal à l'éditeur sur base des rapports de deux censeurs, Jean-Pierre Tercier et Barthélémy. Ce dernier exige la suppression de quelques passages. L'ouvrage est publié le 27 juillet 1758 chez Laurent Durand, à Paris.
Très vite, l'ouvrage fait grand bruit et il apparaît que les censeurs ont négligé leur travail. Tercier, extrêmement pris par ses nombreuses fonctions, n’a pas paraphé chaque page du manuscrit, présenté en retard, avec les chapitres en désordre, de façon à brouiller le fil conducteur et l'a approuvé sans doute sans l'avoir lu.
Le scandale est immédiat, accompagné d'une véhémente campagne de presse, la condamnation par la faculté de théologie de la Sorbonne ainsi que par le pape Clément XIII, et l’autodafé de « De l’esprit », après l’arrêt du Parlement du 6 février 1759, puis le désaveu et rétractation publique de Helvétius et de Jean-Pierre Tercier qui a été renvoyé le 27 février 1759.

« J'ai appris, monsieur, que le public et surtout les gens de bien n'avaient pas souscrit à l'approbation que vous avez donnée au livre intitulé De l'esprit. Les plaintes qui m'en sont revenues m'ont engagé à le parcourir et je vous avouerai que j'ai été étonné du jugement que vous en avez porté. »

— Lettre de Malesherbes à Tercier, datée c. du 1er août 1758.
Le procureur général Omer Joly de Fleury obtient dès le 11 août la suspension du privilège. D'autres éditions verront néanmoins le jour, dès 1758 et après la révocation du privilège.
Helvétius prend peur et fait une rétractation humiliante des thèses qu'il a soutenues, perd sa charge auprès de la Cour et s'exile volontairement dans son château de Voré. La suspension est confirmée par le Parlement de Paris le 23 janvier 1759 ; l'essai est mis à l'Index par le pape Clément XIII et brûlé publiquement le 31 janvier.
Diderot, qu'Helvétius a consulté avant d'éditer son livre, fait paraître le 15 août 1758 une critique dans la Correspondance littéraire révélant la fausseté des principes (quatre grands paradoxes) mais concluant, tout bien considéré, sur l'utilité de l'essai qui tord le cou aux préjugés de tout genre.
- De l'esprit [compte rendu], Mémoires pour L'Histoire des Sciences et des Beaux Arts, octobre 1758, art. CXI, p. 2649-2683.
- 23 janvier 1759 : révocation du privilège de l'imprimeur par le Parlement de Paris.
- 27 mars 1759 : Supplément à la Gazette de Cologne, n° XXV, p. 2.
- 8 avril 1759 : Nouvelles ecclésiastiques, p. 57-59.

## Éditions
- Amsterdam et Leipsick, chez Arkstee et Merkus, 1758 (consulter en ligne).
- La Haye, Moetjens, 1758 (consulter en ligne.
- Paris [Liège], Durand [Bassompierre], 1759.
- Paris, Chez Durand, Libraire, rue du Foin. M. DCC. LIX. Avec approbation et privilège du Roi (édition clandestine publiée après la révocation du privilège).
- De l’esprit. Texte édité, présenté et annoté par Jonas Steffen, Paris, Champion, 2016, 600 p. (Coll. « Âge des Lumières », n° 79). Réédition en format broché 2021.